# Фрейзер, Маркус (футболист)
Ма́ркус Фре́йзер (англ. Marcus Fraser; род. 23 июня 1994, Бишопбриггс, Стратклайд) — шотландский футболист. Игрок клуба «Сент-Миррен». Выступает на позиции центрального защитника.

## Клубная карьера
Маркус родился 23 июня 1994 года. В восьмилетнем возрасте Фрейзер был зачислен в Академию глазговского клуба «Селтик». Юный футболист прошёл путь от самой младшей команды «кельтов» до первой, подписав летом 2010 года профессиональный контракт с «бело-зелёными». Весной следующего года, ещё будучи игроком «молодёжки» «Селтика», Маркус был привлечён к тренировкам основного состава, и вскоре провёл за «бело-зелёных» 85 минут товарищеского матча против испанского «Атлетика» из города Бильбао. Поединок состоялся 26 марта и закончился безголевой ничьей 0:0. 3 ноября того же года состоялся дебют Фрейзера за «кельтов» в официальном матче. В тот день «Селтик» в рамках группового этапа Лиги Европы встречался с французским «Ренном». Маркус появился на поле сразу после перерыва, заменив нидерландского защитника глазговцев Гленна Ловенса.

### Клубная статистика
| Клуб              | Сезон             | Чемпионат | Чемпионат | Кубок | Кубок | Кубок Лиги | Кубок Лиги | Еврокубки | Еврокубки | Итого | Итого |
| Клуб              | Сезон             | Игры      | Голы      | Игры  | Голы  | Игры       | Голы       | Игры      | Голы      | Игры  | Голы  |
| ----------------- | ----------------- | --------- | --------- | ----- | ----- | ---------- | ---------- | --------- | --------- | ----- | ----- |
| Селтик            | 2011/12           | —         | —         | —     | —     | —          | —          | 1         | 0         | 1     | 0     |
| Селтик            | 2012/13           | 1         | 0         | —     | —     | —          | —          | —         | —         | 1     | 0     |
| Всего за «Селтик» | Всего за «Селтик» | 1         | 0         | 0     | 0     | 0          | 0          | 1         | 0         | 2     | 0     |
| Всего за карьеру  | Всего за карьеру  | 1         | 0         | 0     | 0     | 0          | 0          | 1         | 0         | 2     | 0     |

(откорректировано по состоянию на 9 февраля 2013)

## Сборная Шотландии
С 2009 года Фрейзер защищает цвета различных сборных Шотландии. Ныне он является игроком национальной команды (до 19 лет), за которую провёл восемь матчей. Также Маркус в силу возраста призывается под знамёна молодёжной сборной Шотландии — на его счету один матч в её составе.

## Достижения
- Чемпион Шотландии: 2012/13